# گل‌خوشه‌ای وود
گل‌خوشه‌ای وود (نام علمی: Melanthium woodii) نام یک گونه از سرده گل‌خوشه‌ای‌ها است.